# Carl Sjolander
Carl T. Sjolander (Sjölander), född 12 maj 1883 i Foss socken, Bohuslän, idag i Munkedals kommun, död 23 mars 1928 i Oakland, Kalifornien, var en svensk-amerikansk flygpionjär. 
Sjolander emigrerade till USA 1902, och bosatte sig i Oakland. I början av 1910-talet blev han intresserad av flygning och sökte sig till Curtiss Aviation School i San Diego. Efter godkända certifikatprov tilldelades han Aero Club of America (ACA) aviatördiplom nummer 138 26 juni 1912. Sjolander arbetade därefter med flygets utveckling i USA. 1990 skrev den svenska flygtidningen Mach en specialartikel om hans livsgärning inom flyget.     